# Bun de tip capital
Bunul de tip capital sunt bunuri folosite pentru producția de capital (fizic). Multe bunuri pot fi categorisite ca bunuri de tip capital sau ca bunuri consumabile, în funcție de utilizarea acestora; de exemplu mașinile și computerele personale. Majoritatea bunurilor de tip capital sunt și bunuri durabile.